# Campeonato Paulista de Futebol de 2009
O Campeonato Paulista de Futebol de 2009 foi a 69.ª edição do campeonato organizado pela Federação Paulista de Futebol da principal divisão do futebol paulista. Iniciou em 21 de janeiro de 2009, com duração de aproximadamente quatro meses. 
Foi conquistado pelo Corinthians, de maneira invicta.

## Forma de disputa
O campeonato seguiu o mesmo regulamento de 2008. Houve uma primeira fase, onde todos jogaram contra todos em turno único, com os quatro melhores ao fim desta fase se classificando às semifinais e os quatro últimos sendo rebaixados à série A2 (segunda divisão) do campeonato.
Os quatro melhores disputaram a semifinal. A disputa se deu no sistema "mata-mata", sendo um jogo de ida e um de volta, onde o primeiro colocado enfrentou o quarto colocado e o segundo colocado enfrentou o terceiro colocado. Os vencedores se enfrentaram na final, também em jogos de ida e volta, definindo assim o campeão.
Também ao fim da primeira fase, os quatro melhores clubes do "interior" (excluíram-se assim os times da capital e o Santos) que não estiveram nas semifinais disputaram entre si um torneio pra determinar o Campeão do Interior. Os jogos foram em sistema de "mata-mata", com o melhor colocado do "interior" enfrentando o quarto melhor colocado do interior e com o segundo enfrentando o terceiro. Os vencedores enfrentaram-se na final, também em jogos de ida e volta, definindo assim o campeão.

## Televisão
Desde 2004, a Rede Globo/SporTV deteve os direitos televisivos, sendo que cada uma transmitia jogos de horários diferentes. No SporTV, eram exibidos no maximo dois jogos por rodada, sendo que o resto da rodada era transmitido em pay-per-view.
Também desde 2004, mesmo com a garantia de exclusividade, a Rede Globo dividiu os direitos a uma outra emissora brasileira, sendo que, na mesma forma do Brasileirão, essa emissora teve que transmitir os mesmos jogos. A Rede Bandeirantes transmitiu pela terceira vez seguida e com exclusividade na parabólica e em alguns estados do país.

## Tabela de jogos
Para ler a tabela, a linha horizontal representa os jogos da equipe como mandante. O símbolo '*' indica que o confronto entre os dois clubes haverá como mando de jogo do outro clube. Os jogos da próxima rodada estão em vermelho e os resultados em azul.
|                | BOT | BRA | COR | GBA | GUA | GTA | ITU | MAR  | MIR | MMI | NOR  | OES | PAL | PAU | PPR | POR | SAD | SAN | SCT | SPA |
| -------------- | --- | --- | --- | --- | --- | --- | --- | ---- | --- | --- | ---- | --- | --- | --- | --- | --- | --- | --- | --- | --- |
| Botafogo       | —   | 2-4 | *   | 3-2 | 2-0 | *   | *   | *    | *   | *   | 1-3  | *   | *   | *   | 1-3 | 0-1 | 2-2 | *   | 2-1 | 1-2 |
| Bragantino     | *   | —   | 0-1 | *   | 1-0 | 5-1 | *   | 3-2  | 1-3 | *   | *    | *   | *   | 3-2 | *   | *   | 1-1 | 2-2 | 6-1 | *   |
| Corinthians    | 2-0 | *   | —   | 2-2 | *   | *   | 3-0 | *    | *   | 2-0 | 2-0  | 4-1 | *   | *   | 2-2 | 1-1 | *   | 1-0 | 2-1 | *   |
| Grêmio Barueri | *   | 2-1 | *   | —   | 2-0 | *   | 1-0 | 2-2  | 1-2 | *   | *    | 2-2 | *   | 0-1 | *   | 1-0 | *   | 0-0 | *   | 1-3 |
| Guarani        | *   | *   | 0-0 | *   | —   | 1-1 | *   | *    | 1-2 | *   | 2-2  | 0-2 | *   | 0-0 | 2-2 | 1-0 | *   | *   | *   | 0-2 |
| Guaratinguetá  | 2-2 | *   | 1-3 | 2-4 | *   | —   | 5-0 | *    | 2-1 | 2-1 | *    | 0-1 | 1-1 | *   | *   | *   | 4-0 | *   | 1-1 | *   |
| Ituano         | 2-1 | 4-2 | *   | *   | 0-1 | *   | —   | 2-1  | *   | 3-3 | *    | *   | 1-1 | 0-0 | *   | 0-2 | *   | 2-0 | *   | *   |
| Marília        | 0-0 | *   | 1-1 | *   | 2-1 | 2-2 | *   | —    | *   | 3-0 | 3-0  | 2-2 | *   | *   | *   | *   | *   | 1-0 | 0-2 | *   |
| Mirassol       | 2-3 | *   | 2-2 | *   | *   | *   | 1-1 | 3-3  | —   | *   | 3-0  | *   | 2-3 | 2-0 | 2-2 | *   | 0-3 | *   | 4-2 | *   |
| Mogi Mirim     | 3-2 | 2-2 | *   | 0-0 | 1-2 | *   | *   | *    | 0-2 | —   | *    | *   | *   | 2-1 | *   | 0-2 | *   | *   | 0-1 | 2-0 |
| Noroeste       | *   | 0-0 | *   | 1-1 | *   | 0-0 | 0-1 | *    | *   | 2-5 | —    | *   | *   | *   | 3-1 | 1-2 | 3-2 | 1-2 | *   | 1-2 |
| Oeste          | 1-1 | 1-1 | *   | *   | *   | *   | 1-0 | *    | 0-0 | 1-2 | 4-1  | —   | 1-1 | *   | 0-0 | *   | *   | 1-2 | *   | *   |
| Palmeiras      | 2-1 | 2-1 | 1-1 | 3-0 | 1-0 | *   | *   | 3-0  | *   | 3-0 | 2-0¹ | *   | —   | 1-0 | *   | *   | *   | 4-1 | *   | *   |
| Paulista       | 2-3 | *   | 2-3 | *   | *   | 4-1 | *   | 5-1  | *   | *   | 2-0  | 2-1 | *   | —   | *   | *   | 0-3 | *   | 1-1 | 1-1 |
| Ponte Preta    | *   | 1-0 | *   | 2-5 | *   | 2-2 | 2-1 | 4-1  | *   | 1-1 | *    | *   | 2-3 | 2-0 | —   | *   | *   | 2-3 | 2-1 |     |
| Portuguesa     | *   | 1-0 | *   | *   | *   | 1-0 | *   | 4-1  | 2-2 | *   | *    | 1-1 | 2-2 | 3-2 | 1-0 | —   | 2-1 | *   | *   | 0-2 |
| Santo André    | *   | *   | 0-0 | 2-1 | 2-0 | *   | 2-1 | 3-0² | *   | 4-0 | *    | 3-1 | 0-1 | *   | 1-0 | *   | —   | *   | *   | *   |
| Santos         | 1-0 | *   | *   | *   | 3-1 | 2-0 | *   | *    | 1-1 | 3-0 | *    | *   | *   | 1-1 | *   | 1-0 | 3-0 | —   | 2-0 | 1-0 |
| São Caetano    | *   | *   | *   | 0-1 | 2-0 | *   | 3-1 | *    | *   | *   | 0-0  | 2-1 | 3-4 | *   | *   | 0-1 | 1-0 | *   | —   | 2-2 |
| São Paulo      | *   | 2-1 | 1-1 | *   | *   | 2-1 | 1-1 | 2-1  | 5-0 | *   | *    | 3-0 | 1-0 | *   | 2-1 | *   | 0-2 | *   | *   | —   |

¹ - Jogo realizado em 17 de março de 2009 devido à participação do Palmeiras na Copa Libertadores da América de 2009.

² - Jogo realizado em 4 de março de 2009 devido às chuvas que suspenderam o jogo em sua data original.

## Classificação da 1ª fase
| Paulistão 2009 - 1ª Fase | Paulistão 2009 - 1ª Fase | Paulistão 2009 - 1ª Fase | Paulistão 2009 - 1ª Fase | Paulistão 2009 - 1ª Fase | Paulistão 2009 - 1ª Fase | Paulistão 2009 - 1ª Fase | Paulistão 2009 - 1ª Fase | Paulistão 2009 - 1ª Fase | Paulistão 2009 - 1ª Fase | Paulistão 2009 - 1ª Fase | Paulistão 2009 - 1ª Fase |
| Time | Time                     | Pts                      | J                        | V                        | E                        | D                        | GP                       | GC                       | SG                       | %                        |                          |
| --- | ------------------------ | ------------------------ | ------------------------ | ------------------------ | ------------------------ | ------------------------ | ------------------------ | ------------------------ | ------------------------ | ------------------------ | ------------------------ |
| 1 | Palmeiras                | 44                       | 19                       | 13                       | 5                        | 1                        | 38                       | 17                       | 21                       | 77                       |                          |
| 2 | São Paulo                | 40                       | 19                       | 12                       | 4                        | 3                        | 33                       | 17                       | 16                       | 70                       |                          |
| 3 | Corinthians              | 39                       | 19                       | 10                       | 9                        | 0                        | 33                       | 15                       | 18                       | 68                       |                          |
| 4 | Santos                   | 37                       | 19                       | 11                       | 4                        | 4                        | 28                       | 17                       | 11                       | 64                       |                          |
| 5 | Portuguesa               | 37                       | 19                       | 11                       | 4                        | 4                        | 27                       | 17                       | 10                       | 64                       |                          |
| 6 | Santo André              | 33                       | 19                       | 10                       | 3                        | 6                        | 31                       | 20                       | 11                       | 57                       |                          |
| 7 | Mirassol                 | 28                       | 19                       | 7                        | 7                        | 5                        | 34                       | 32                       | 2                        | 49                       |                          |
| 8 | Barueri                  | 27                       | 19                       | 7                        | 6                        | 6                        | 29                       | 27                       | 2                        | 47                       |                          |
| 9 | Ponte Preta              | 24                       | 19                       | 6                        | 6                        | 7                        | 31                       | 31                       | 0                        | 42                       |                          |
| 10 | Bragantino               | 23                       | 19                       | 6                        | 5                        | 8                        | 34                       | 30                       | 4                        | 40                       |                          |
| 11 | São Caetano              | 22                       | 19                       | 6                        | 4                        | 9                        | 24                       | 30                       | -6                       | 38                       |                          |
| 12 | Paulista                 | 20                       | 19                       | 5                        | 5                        | 9                        | 26                       | 28                       | -2                       | 35                       |                          |
| 13 | Ituano                   | 20                       | 19                       | 5                        | 5                        | 9                        | 20                       | 30                       | -10                      | 35                       |                          |
| 14 | Oeste                    | 20                       | 19                       | 4                        | 8                        | 7                        | 22                       | 27                       | -5                       | 35                       |                          |
| 15 | Botafogo                 | 19                       | 19                       | 5                        | 4                        | 10                       | 27                       | 35                       | -8                       | 33                       |                          |
| 16 | Mogi Mirim               | 19                       | 19                       | 5                        | 4                        | 10                       | 22                       | 36                       | -14                      | 33                       |                          |
| 17 | Guaratinguetá            | 19                       | 19                       | 4                        | 7                        | 8                        | 28                       | 33                       | -5                       | 33                       |                          |
| 18 | Marília                  | 18                       | 19                       | 4                        | 6                        | 9                        | 26                       | 39                       | -13                      | 31                       |                          |
| 19 | Guarani                  | 14                       | 19                       | 3                        | 5                        | 10                       | 12                       | 27                       | -15                      | 24                       |                          |
| 20 | Noroeste                 | 14                       | 19                       | 3                        | 5                        | 11                       | 18                       | 35                       | -17                      | 24                       |                          |
| Pts — Pontos ganhos; J — Jogos; V - Vitórias; E - Empates; D - Derrotas; GP — Gols pró; GC — Gols contra; SG — Saldo de gols; % - Aproveitamento de pontos; |                          |                          |                          |                          |                          |                          |                          |                          |                          |                          |                          |

|  |                                                |
|  | Classificação às Semifinais                    |
|  | Classificação ao torneio "Campeão do Interior" |
|  | Rebaixados à Série A-2 de 2010                 |

## Fase final

### Semifinais
Jogos de ida: 11 e 12 de abril

Jogos de volta: 18 e 19 de abril
| Time 1    | Total | Time 2      | ida | volta |
| --------- | ----- | ----------- | --- | ----- |
| Palmeiras | 2-4   | Santos      | 1-2 | 1-2   |
| São Paulo | 1-4   | Corinthians | 1-2 | 0-2   |

O time à esquerda joga a partida de volta como mandante.

### Final

#### Primeiro jogo[4][5]
| 26 de abril de 2009 | Santos        | 1 — 3 | Corinthians                            | Estádio Vila Belmiro, Santos                                       |
| 16 horas            | Triguinho 60' |       | 10' Chicão · 25' Ronaldo · 76' Ronaldo | Público: 17 259 Renda: R$ 1.044.330,00 Árbitro: Wilson Luiz Seneme |

Santos: Fábio Costa; Luizinho, Fabiano Eller, Fabão e Triguinho (Maikon Leite); Pará, Germano, Madson, Paulo Henrique Lima (Róbson) e Neymar; Kléber Pereira (Roni). Técnico: Vagner Mancini.
Corinthians: Felipe; Alessandro, Chicão, William e André Santos; Cristian (Túlio), Elias, Douglas (Boquita) e Morais; Jorge Henrique (Fabinho) e Ronaldo. Técnico: Mano Menezes.

#### Segundo jogo
| 3 de maio de 2009 | Corinthians      | 1 — 1 | Santos             | Estádio do Pacaembu, São Paulo                                                |
| 16 horas          | André Santos 33' |       | 27' Kléber Pereira | Público: 36 860 Renda: R$ 1.894.376,00 Árbitro: Sálvio Spínola Fagundes Filho |

Corinthians: Felipe; Alessandro, William, Diego e André Santos (Wellington Saci); Cristian, Elias e Douglas (Fabinho); Dentinho (Morais), Ronaldo e Jorge Henrique. Técnico: Mano Menezes.
Santos: Fábio Costa; Luizinho (Molina), Domingos, Fabiano Eller e Triguinho; Roberto Brum, Germano e Paulo Henrique (Róbson); Madson, Neymar (Maikon Leite); Kléber Pereira. Técnico: Vagner Mancini.
| Time 1      | Total | Time 2 | ida | volta |
| ----------- | ----- | ------ | --- | ----- |
| Corinthians | 4-2   | Santos | 3-1 | 1-1   |

| Campeão Paulista de 2009 |
| ------------------------ |
| CORINTHIANS (26º título) |

## Campeão do Interior

### Semi-finais
Jogos de ida: 11 e 12 de abril

Jogos de volta: 18 e 19 de abril
| Time 1      | Total | Time 2         | ida | volta |
| ----------- | ----- | -------------- | --- | ----- |
| Santo André | 3-4   | Ponte Preta    | 2-3 | 1-1   |
| Mirassol    | 6-7   | Grêmio Barueri | 3-2 | 3-5   |

O time à esquerda joga a partida de volta em casa.

### Final
Jogo de ida: 26 de abril

Jogo de volta: 3 de maio
| Time 1         | Total | Time 2      | ida | volta |
| -------------- | ----- | ----------- | --- | ----- |
| Grêmio Barueri | 1-3   | Ponte Preta | 0-2 | 1-1   |

| Campeão do Interior de 2009 |
| --------------------------- |
| Ponte Preta 1º título       |

## Seleção do campeonato
| Posição          | Jogador      | Clube       |
| Goleiro          | Felipe       | Corinthians |
| Lateral-direito  | Alessandro   | Corinthians |
| Zagueiro         | Chicão       | Corinthians |
| Zagueiro         | André Dias   | São Paulo   |
| Lateral-esquerdo | André Santos | Corinthians |
| Volante          | Cristian     | Corinthians |
| Volante          | Elias        | Corinthians |
| Meia             | Diego Souza  | Palmeiras   |
| Meia             | Madson       | Santos      |
| Atacante         | Washington   | São Paulo   |
| Atacante         | Ronaldo      | Corinthians |
| Técnico          | Mano Menezes | Corinthians |
| ---------------- | ------------ | ----------- |

- Craque do Campeonato: Ronaldo (Corinthians)
- Revelação: Neymar (Santos)

Fonte: